# Lawton Chiles
Lawton Mainor Chiles, Jr., född 3 april 1930 i Lakeland, Florida, död 12 december 1998 i Tallahassee, Florida, var en amerikansk politiker. 
Han var senator för Florida i USA:s senat 1971-1989 och Floridas guvernör från 1991 fram till sin död.

## Biografi
År 1952 avlade Lawton Chiles kandidatexamen och 1955 juristexamen vid University of Florida. Han tjänstgjorde däremellan som officer i USA:s armé och deltog i Koreakriget. Han inledde 1955 sin karriär som advokat i Lakeland.
Chiles var demokrat och han förlorade aldrig ett val. Han var ledamot av Floridas representanthus 1958–1966 och senator i Floridas senat 1966–1970. Han valdes tre gånger till USA:s senat och två gånger till guvernör. Chiles efterträddes som guvernör av viceguvernören Buddy MacKay.
Chiles systerdotter Kay Hagan var tidigare senator i USA:s senat från North Carolina.